# Istigobius decoratus
Istigobius decoratus är en fiskart som först beskrevs av Herre 1927.  Istigobius decoratus ingår i släktet Istigobius och familjen smörbultsfiskar. Inga underarter finns listade i Catalogue of Life.